# Краснокутський дендропарк
Парк-па́м'ятка садо́во-па́ркового мисте́цтва загальнодержа́вного зна́чення «Красноку́тський» — один із найстаріших дендропарків України, історія якого налічує понад 200 років. За однією з версій, заснований у 1793 році. Розташований у мальовничій місцевості Харківської області на околиці селища Краснокутськ в селі Основинці. Підпорядкований Краснокутській станції садівництва. Заклав парк поміщик Іван Каразін, брат засновника Харківського університету.
Спочатку Краснокутський дендропарк був пам'яткою архітектури місцевого значення — охоронний № 717 Списку пам'яток, до якого був включений дендропарк, було затверджено рішенням Харківського обласного виконавчого комітету від 5 березня 1992 року (№ 61). Згодом парк отримав статус пам'ятки садово-паркового мистецтва загальнодержавного значення. Зараз дослідники намагаються отримати для нього статус національного парку.

## Характеристика
Краснокутський дендропарк вважається одним з найцікавіших зразків садово-паркової архітектури України XVIII століття.

### Композиція парку
За основну композиційну вісь Краснокутського дендропарку прийнято вододіл яру, який поступово переходить у широку балку. На днищі яру розташовані ставки, греблі, струмки.
Схили сформовані терасами. Доріжки облаштовані з урахуванням можливості огляду пейзажів і місцевих композицій із різноманітних рослин. Єдина широка алея дендропарку, обсаджена ялинами, проходить його південною околицею і починається відразу біля головного входу.
В парку є два ставка, три муловідстійника, чотири джерела-криниці з водою, що має лікувальні властивості.
На східному боці яру з монастирських часів збереглися підземні ходи. В парку також є альтанки.
Дерева в дендропарку в основному розміщені групами і ретельно підібрані. Блакитні та сріблясті хвойні посаджені на фоні, який підкреслює їхній колір. Поляни і окремі доріжки обсаджені яскраво квітучими кущами. Рослини, які в'ються, прикрашають альтанки, перголи, окремі дерева і спеціально побудовану для цього вежу.
На верхньому ставку є невеликий острів, насипаний ще Каразіними — так званий «Острів кохання», який з'єднаний з основною доріжкою містком. Сьогодні на ньому викладено з каменю дві обручки і встановлена альтанка. Серед молодят Краснокутська, Основинців та інших сіл району є традиція обов'язково відвідувати цей острів і фотографуватися на ньому після реєстрації шлюбу в РАГСі.
По периметру парк оточений високими деревами, які залишилися від колишнього лісу або були посаджені ще під час будівництва парку. Дерева і схили балки захищають дендропарк від суховіїв влітку і холодного вітру — взимку, допомагають затримувати сніг.
Ставки, муловідстійники і джерела зволожують та охолоджують повітря влітку. Воно затримується з трьох боків схилами балки, а з четвертого — нижньої межі парку — кронами хвойних дерев. Це створює особливий мікроклімат, тому екзотичні і тендітні дерева не гинуть.

#### Біологічне різноманіття
На верхньому ставку квітнуть лотоси — червоні, рожеві, лимонні, кремові та білі. Вони з'явилися в парку на початку 21 століття — це подарунок Володимира Котляра з Харківщини. Також на ставках живуть лебеді. А біля центрального входу в огорожі — сімейство диких кіз — сарн. Загалом в колекції парку дослідники нараховують три десятки представників фауни - їжаки, сови, пугачі, вивірки. Водиться тут багато соловейків, голубів, шпаків, синиць, дроздів та інших птахів. Інколи залітають вивільги та одуди. А із сусідніх лісів у парк заходять сарни і дикі свині. Зрідка можна зустріти куницю.

#### Сучасні композиції
На межі тисячоліть в дендропарку також почали з'являтися дерев'яні фігури — роботи краснокутського художника і скульптора: вчений кіт, вивірка, Баба Яга з хатиною, Змій Горинич, лісовик та інші.

### Ґрунти
Глибока балка тераси, де розташований дендропарк, стоїть на щільних лісоподібних суглинках. Це материнська порода ґрунту дендропарку.
Основа ґрунтового покриву — темно-сірі підзолисті ґрунти. На ділянці в центрі парку і нижче другого ставка, а також на другій терасі північного схилу балки, де земля рясно зрошується джерелами, зустрічаються чорноземно-лугові високогумусні ґрунти зі слабкокислою реакцією.

### Погода
Клімат Краснокутського району, на території якого розташований дендропарк, помірно континентальний. Зима починається в середині листопада. І тоді переважає хмарна погода, відносна вологість збільшується до 80-90 %. Сніговий покрив зберігається в середньому 100—110 днів. Взимку випадає близько 20-25 відсотків річної кількості опадів, переважно — сніг. Зима з частими відлигами, інколи настільки інтенсивними, що поверхня землі залишається взагалі без снігу. Найхолодніший місяць — січень. Його абсолютний мінімум — 40 °C. Нестабільна погода зимового періоду дуже утруднює перезимівлю багаторічних рослин дендропарку.
Весна починається в останніх числах березня. У квітні можливе пониження нічної температури до — 10-15 °С. Бувають снігопади. Весна часто затяжна і супроводжується поверненням холоду, через що рослини дендропарку теж страждають.
Літо починається всередині травня. Воно тепле, помірне, інколи — спекотне, з невеликими опадами. Найтепліший місяць — липень. Максимальна температура +39 °C. Тривалість вегетаційного періоду — 198 днів.

## Історія

### Передісторія

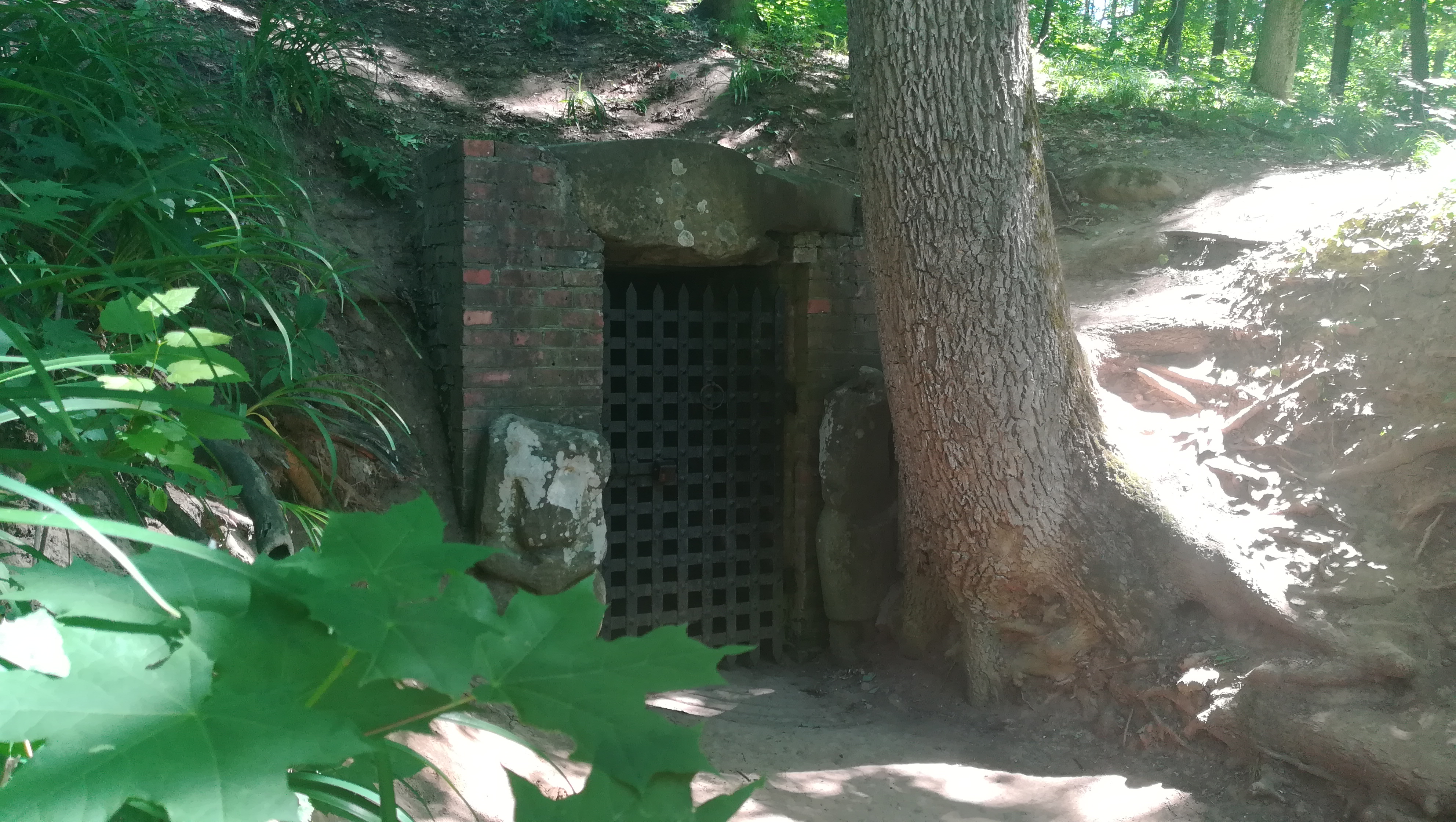
Вхід до однієї із печер колишнього Петропавлівського монастиря
2018

У 1654 році, через три роки після заснування Краснокутська, над місцем, де пізніше буде дендропарк, серед вікових дубів був заснований чоловічий козацький Петропавлівський монастир. Його збудували козаки, які одними з перших переселилися на ці землі. Також вони викопали два глибоких ставки (вони збереглися і донині — знаходяться в самому центрі дендропарку) і розгалужену мережу печер-підземних ходів. В них козаки-монахи ховалися під час навали кримських татар.
Монастир простояв більше ста років — витримав навали, хоча під час однієї з них і був повністю спалений, але монахи вціліли — втекли підземними лабіринтами. У часи правління Катерини II в ньому ховалися бунтівники. І саме вона вирішила закрити монастир.
Монастирські землі і будови разом з прилеглим хутором Основинці імператриця Катерина II у 1768 році подарувала полковнику Назару Каразіну за його заслуги в російсько-турецькій війні 1768-1774 років — тоді він прославився як надзвичайний розвідник. Також «у довічне користування» він отримав село Кручик — теж на Харківщині.
Як для тих часів Назар Каразін був надзвичайно освіченою людиною — знав п'ять мов. Вже в Україні одружився з донькою козацького сотника Харківського полку Якова Івановича Коваленка Варварою Петрівною. Обидва їхні сини прославили ці землі. Дендропарк з'явився теж завдяки братам Каразіним.
Старший син відставного полковника — Василь Каразін — відомий як засновник Харківського університету, а Іван Каразін заснував дендропарк. Він вважається першим ботаніком в Україні.

### Заснування дендропарку

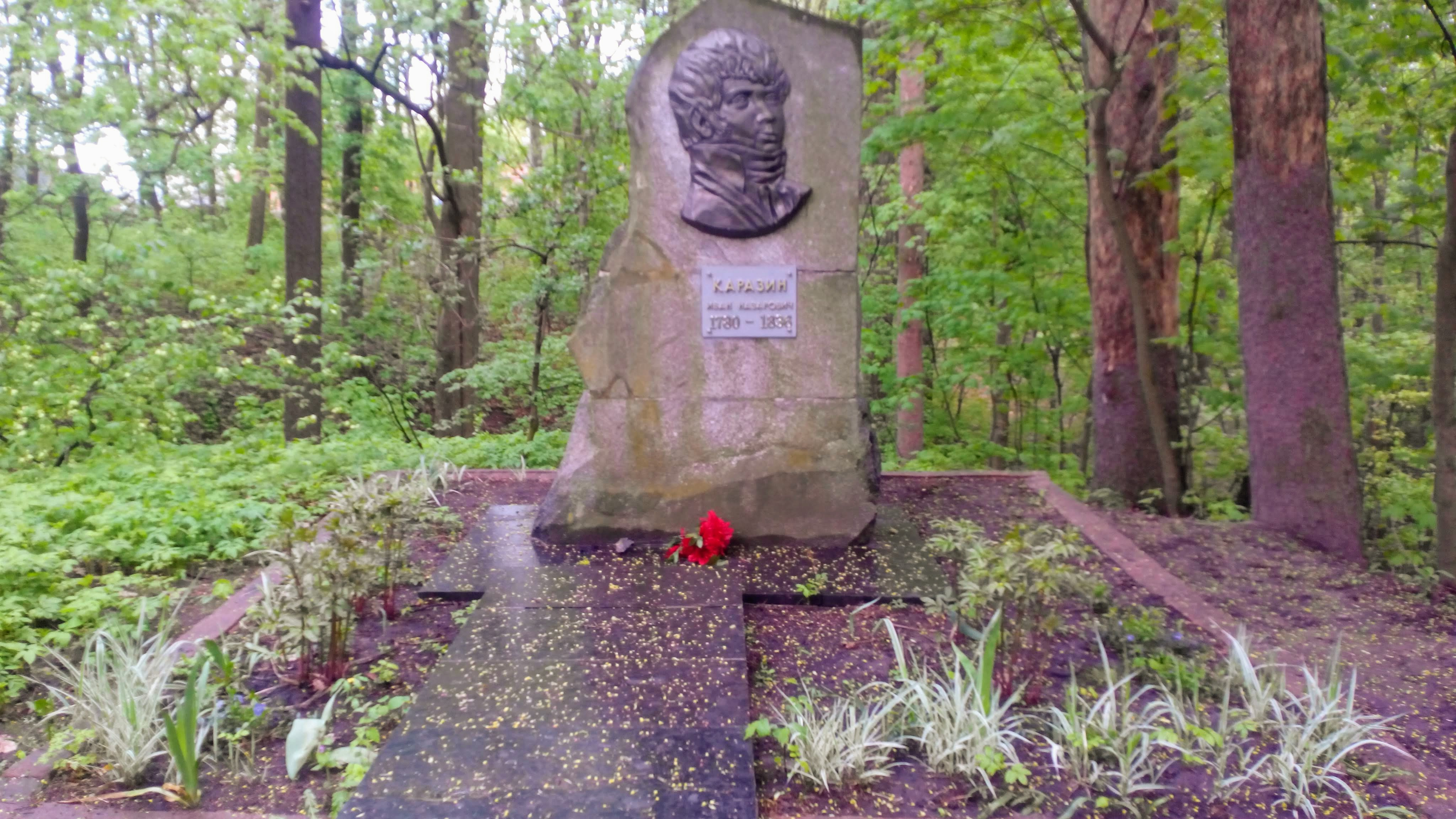
Могила Івана Назаровича Каразіна в дендропарку
2015

Спадок Назара Каразіна був розділений між його синами. Василь Каразін отримав Кручик. Іван Каразін успадкував монастирські землі і хутір Основинці. У 1793 році він замислив і заснував дендропарк, виділивши під нього 17 гектарів землі. Частина цих земель була зайнята дубовим лісом, окремі екземпляри якого ростуть в дендропарку і нині — деяким вже більше 300 років.
Розбиваючи дендропарк, Іван Каразін використав природний рельєф, провів великі, як для тих часів, меліоративні роботи, побудував тераси, які збереглися до наших днів, провів роботи з відведення води, підготував два ставки з особливим кліматом (ті, що збереглися і досі).
В центрі парку, нижче верхнього ставка, був споруджений чотирикутний майданчик, оточений неглибоким ровом. Вода з залізистого джерела протікала по рову, зволожуючи повітря і ґрунт. Майданчик був захищений від вітрів і добре освітлювався сонцем. Це місце Іван Каразін вибрав для акліматизації теплолюбних і вологолюбних рослин. А для пристосування фауни, якій потрібна ще більша волога і додаткове зрошення, використовував вирівняну частину яру за нижнім ставком. Субтропічні рослини вирощувались в оранжереї.
Більшість авторів, посилаючись на публікації сина Івана Назаровича Івана Івановича, вважають, що Краснокутський дендропарк був закладений саме наприкінці XVIII століття. Хоча є версії, що рік заснування парку — 1803.
Брати Каразіни багато подорожували і після кожної поїздки привозили додому рідкісні дерева. Вони зібрали сотні порід дерев, кущів, квітів. Рослини привозили з Японії, Китаю, Америки, Канади, Бразилії, Мексики, європейських країн.
Серед багатьох турбот брата Івана Каразіна — Василя, пов'язаних з відкриттям Харківського університету, було створення ботанічного саду. Тому він виписував з-за кордону рідкісні породи дерев і кущів. Декілька екземплярів він відправив до маєтків Кручика і Основинців.
25 травня 1803 року на честь дозволу Олександра І про прийняття «пожертвовуваних харків'янами коштів на відкриття Харківського університету» Іван Назарович Каразін посадив у саду свого маєтку канадську тополю, яка носила назву «ровесниця Харківського університету».
За даними 1833 року, у дендропарку Івана Каразіна вже росло 202 види та форми декоративних рослин і близько 600 сортів плодово-ягідних. 50 з них до цього в Україні не росли. Серед них — клен, акація, платан, софора. Рослини прижилися в Краснокутському дендропарку і почали свою подорож по всій Україні. Наприклад, американський клен вперше в Україні з'явився саме в Основинцях. А усім відома біла акація розповсюдилася по країні теж завдяки Каразіну. Її насіння Іван Назарович виписував з Версаля — відразу після того, як її привіз з американського континенту садівник короля Людовика XVIII.
Особливу увагу Іван Назарович Каразін приділяв хвойним деревам, насіння яких він отримував завдяки допомозі начальника з шовківництва, професора Харківського університету барона Фрідріха Біберштайна.
За роботу по збагаченню флори Харківщини цінними в господарському та декоративному відношеннях рослинами Петербурзьке Імператорське Товариство по заохоченню лісового господарства нагородило Івана Каразіна Золотою медаллю.
Помер Іван Назарович передчасно — у 1836 році через нещасний випадок на 56 році життя. Похований у створеному ним дендропарку.

### Розквіт

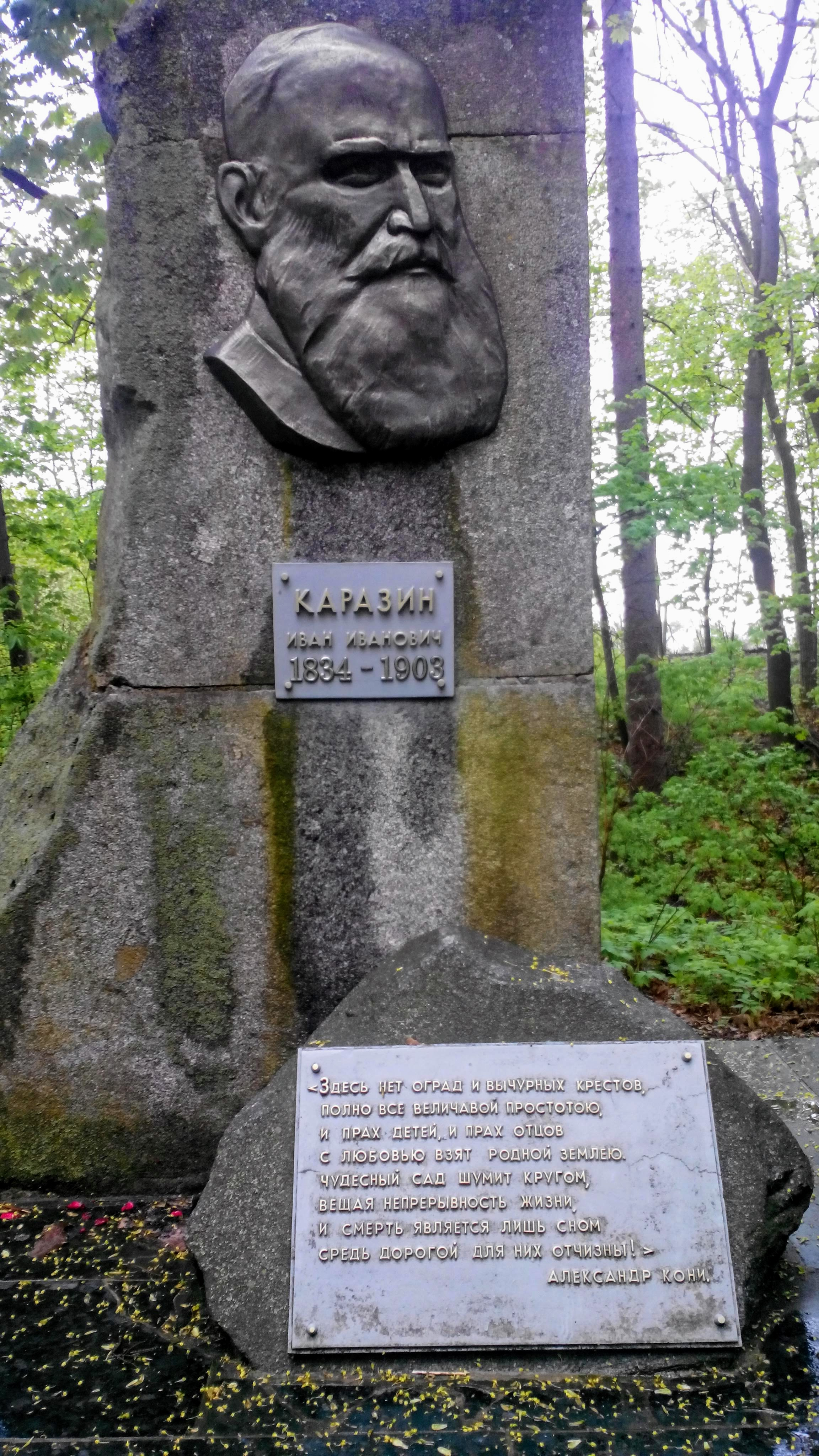
Могила Івана Івановича Каразіна в дендропарку
2015

З 1858 року Іван Іванович Каразін — син Івана Назаровича Каразіна — продовжив практичну роботу в дендропарку: збільшив його площу до 42 десятин (46 га), довів кількість видів і форм декоративних рослин до 540, а плодових — майже до 1000. Він натуралізував такі рослини як кизил кавказький, обліпиха, ірга, кавказька трав'яниста бузина, маньчжурська ожина, дика маслина, що є кормовою базою для птахів та бджолиних. У 1895 році розсадники Івана Каразіна дали близько 100 тисяч саджанців дикої маслини.
Також він не тільки продовжив роботи з акліматизації деревних і чагарникових порід рослин, а й розпочав роботи з їх селекції, увів у культуру багато нових для Лівобережної України рослин, у тому числі блакитну та сріблясту форми ялини, морозостійкі персики, теплолюбні сорти груш та яблук, створив великий розсадник плодових, ягідних та декоративних культур, причому вирощував саджанці також для селянських садиб за доступною ціною, а то і безкоштовно, чим заслужив собі повагу земляків.
Український драматург Марко Кропивницький, який жив на хуторі Терновому (біля Сподобівки (нині Шевченківський район Харківської області), у листі до композитора Миколи Аркаса від 27 березня 1908 року писав: «У мене гарні сорти з Каразінського саду».
Іван Каразін виписував для свого розсадника насіння, живці і саджанці з різних губерній Росії та з-за кордону; видавав каталоги саджанців, які розмножував; розсилав посадковий матеріал зі свого розсадника, в тому числі для закладання Шарівського і Налаліївського парків на Харківщині, в Софіївку, Асканію-Нову, Тростянець та інші; вів широке листування з багатьма вченими, публікував свої статті у сільськогосподарських журналах. Експонати його саду були представлені на виставках.
Свій узагальнений досвід про особливості акліматизації рослин в умовах Краснокутщини виклав у доповіді на урочистому зібранні Московського Товариства акліматизації у 1891 році. За цю роботу Товариство присудило йому велику Золоту медаль. Такої ж нагороди удостоїло його і Французьке Товариство акліматизації.
Оргкомітет першої Південно-російської виставки садівництва і рослинництва, організованої у 1900 році, високо оцінив 100-річне існування та надзвичайні заслуги акліматизаційного саду Каразіних. Його голова, професор Микола Кічунов, писав про Івана Івановича Каразіна та його сад таке:
|  | Експонент володіє чудовим і у своєму роді єдиним в імперії акліматизаційним садом при хуторі Основинці . |

Івану Івановичу Каразіну була присуджена перша премія — Почесний приз міста Харкова — срібний кубок на срібному підносі з надписом: «За представленные экспонаты и за выдающиеся заслуги по акклиматизации растений». Плоди Каразінського саду виставлялись також на осінньому конкурсі плодів Європи у Парижі у 1901 році. Там експонати дендропарку теж одержали медалі.
У записці керуючого харківською повітовою канцелярією на ім'я Міністра фінансів від 1903 року зазначено:
|  | Протягом цілого століття Каразіни, не шкодуючи трудів та грошових витрат, придбали для своїх розплідників в закордонних і російських садових закладах і від приватних осіб сорти плодових дерев і чагарників, які з якоїсь причини заслуговували на увагу, але поширювали їх лише після багатолітнього випробування. Оригінальний текст (рос.) В течение целого столетия Каразины, не жалея трудов и денежных затрат, приобрели для своих питомников в заграничных и русских садовых заведениях и от частных лиц сорта плодовых деревьев и кустарников, которые почему-либо заслуживали внимания, но распространяли их лишь после многолетнего испытания». |

Помер Іван Іванович Каразін 13 вересня 1903 року. Поховано його було у дендропарку, поруч з батьком.
Спогади про роботу Івана Каразіна на початку 70-х років XIX століття у Харківському мировому з'їзді залишив його друг Олександр Коні:
|  | Серед богодуховських суддів був один, теплі спогади про якого живуть в моїй душі. Іван Іванович Каразін, племінник знаменитого засновника Харківського університету, поєднав в собі з люблячою простотою руського серця надзвичайно рідкісну у нас наполегливість в переслідуванні своїх цілей і завзятість в праці. Цілями його були добро рідної землі. Під його красивою, мужньою зовнішністю і м'яким, пов'язаним з незлобивим гумором зверненням, ховалися межі справжнього піонера цивілізації. Хто бачив цей сад, де були акліматизовані різноманітні і рідкісні рослини, цю прекрасну оазу серед степів — і хто пригадав при цьому, що все це справа самовідданої і безкорисливої праці однієї людини, той не міг не вклонитися поважному старцеві, в очах якого світився вогонь молодої енергії... Оригінальний текст (рос.) Среди богодуховских судей был один, теплые воспоминания о котором живут в моей душе. Иван Иванович Каразин, племянник знаменитого основателя Харьковского университета, соединил в себе с любящей простотой русского сердца чрезвычайно редкую у нас настойчивость в преследовании своих целей и упорство в труде. Целями его были добро родной земли. Под его красивой, мужественной наружностью и мягким, связанным с незлобивым юмором обращением, скрывались черты настоящего пионера цивилизации. Кто видел этот сад, где были акклиматизированы разнообразнейшие и редкие растения, этот прекрасный оазис среди степей — и кто вспомнил при этом, что все это дело самоотверженного и бескорыстного труда одного человека, тот не мог не поклониться почтенному старцу, в глазах которого светился огонь молодой энергии… |

### Занепад
Основинський акліматизаційний сад — таку першу назву отримав дендропарк при маєтку Івана Івановича Каразіна. Після революції 1917 року парк перейшов у володіння Харківської обласної сільськогосподарської дослідної станції.
Дендропарк дуже постраждав у роки Української революції 1917-1921 років. А пореволюційні десятиліття були періодом поступової руйнації. Місце поховань Івана Назаровича та Івана Івановича Каразіна в 30-х роках було знищене. Православні хрести і янголи були розбиті, а шматки надгробних плит з білого мармуру розібрали місцеві жителі на гніти для квашення капусти.
Поховання Івана Назаровича Каразіна вандали не розкопали, але могили його невістки Лідії та сина Івана знищили повністю. Прах Івана Івановича — генерала юстиції — вийняли з кованої домовини і зрізали з генеральського мундира золоті ґудзики. Пізніше вдалося відновити лише поховання батька та сина. Могили Лідії Каразіної тепер в дендропарку немає. Дісталось від більшовиків і її доньці. Дівчина успішно здала екзамени в Харківський університет, заснований її дідом, але як тільки в прийомній комісії дізналися, що перед ними родичка поміщика — вказали на двері. Щоб отримати вищу освіту, дівчина поїхала в Середню Азію — там про Каразіних ніхто нічого не знав — і повернулася вже після Німецько-радянської війни.
У 1921 році на засіданні волосної економради було прийняте рішення про ліквідацію колишнього маєтку Каразіних у Красному Куті і перевезення залишків будівель для устаткування агрохімічного пункту. Цим же рішенням залишки знищеного пожежею цегляно-черепичного заводу Каразіних було вирішено «употребить на устройство в Красном Куте каланчи, пожарных сараев, бани и прочее».
Поступово зникали сліди рукотворної діяльності Каразіних на Слобожанщині. Залишався лише їхній парк.
Дуже сильно він постраждав і в роки Німецько-радянської війни. Тоді було вирублено багато екзотів, значні площі заросли малоцінними бур'янами. Ліани та інші рослини, які в'ються, порозростались, утворивши непрохідні хащі. Загинули рослини з чотирикутного майданчика і тераси, постраждали захисні лісові насадження, були зруйновані колодязі і греблі, замулились і перетворились на болота ставки, загинув розсадник.

### Відновлення
Дендропарк почав відроджуватися лише у 1957 році. На той час в ньому залишилось тільки 180 цінних дерев та кущів. Згодом його видовий склад поповнився — до 350 рослин. Налагодився обмін насіння з ботанічними садами Радянського Союзу, видавалися каталоги насіння.
Після реорганізації Краснокутської дослідної станції садівництва, у склад якої ввійшов дендропарк, почалося його подальше відновлення і розширення. Він отримав сьогоднішню назву — Краснокутський дендропарк.

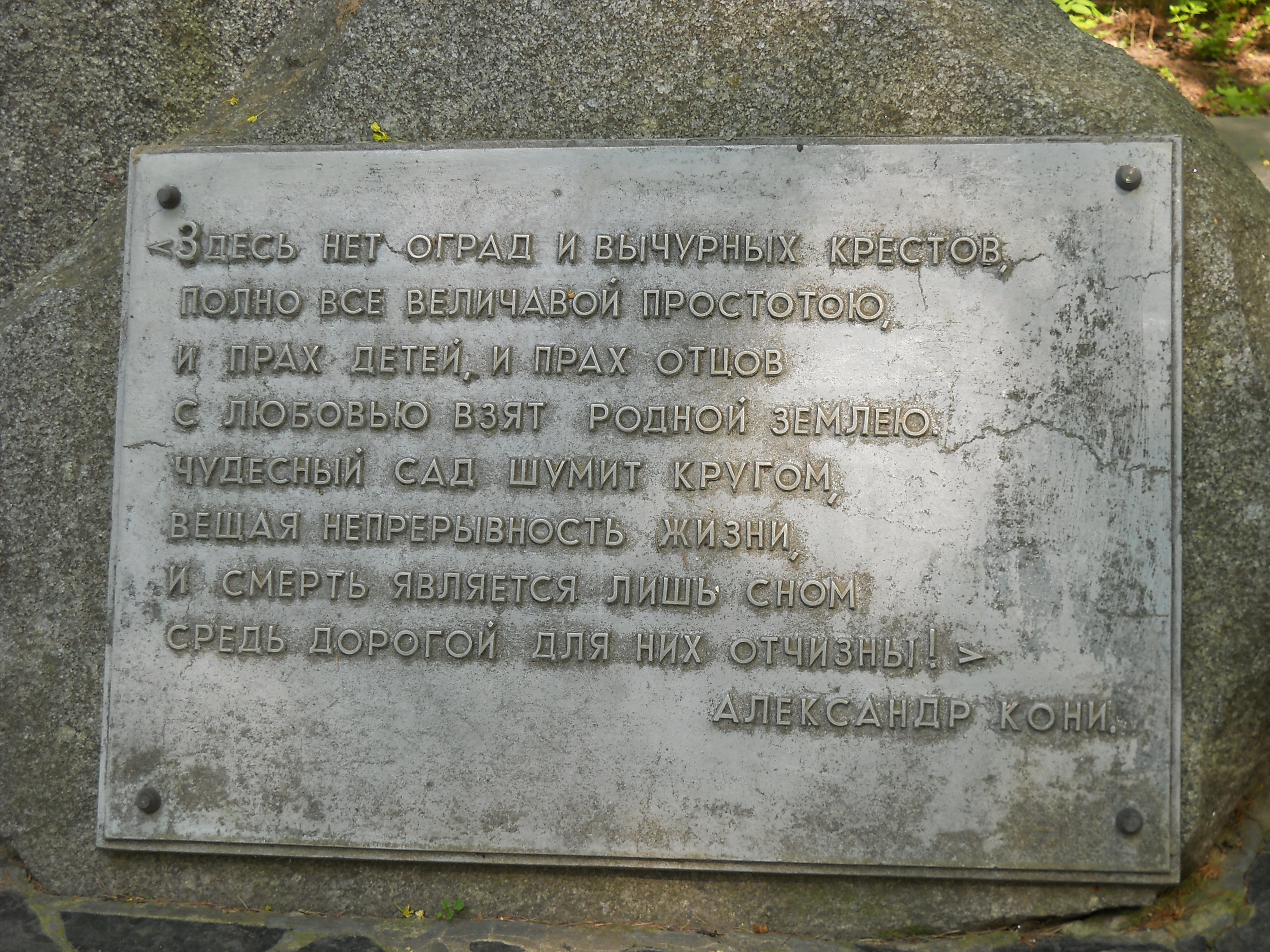
Вірш-присвята на могилі Івана Івановича Каразіна
2012

А у кінці 80-х років зусиллями директора Краснокутської дослідної станції садівництва Віктора Олексійовича Кібкала надмогильні плити Каразіних було відновлено. Їх встановили у дендропарку, неподалік верхнього ставка. На могилі Івана Івановича Каразіна викарбуваний вірш-присвята його друга Олександра Коні:
|  | Тут немає огорож і химерних хрестів, і все - у величавій простоті, І прах дітей, і прах батьків з любов'ю взятий рідною землею. Дивний сад шумить навкруг, віщаючи безперервність життя. І смерть є лише сном серед дорогої для них Батьківщини. Оригінальний текст (рос.) Здесь нет оград и вычурных крестов, полно все величавой простотою, И прах детей, и прах отцов с любовью взят родной землею. Чудесный сад шумит кругом, вещая непрерывность жизни. И смерть является лишь сном средь дорогой для них Отчизны. |

Київські ентомологи, досліджуючи ентомосферу дендропарку, виявили новий для науки вид совки і назвали її Exochus karazinii Tolkaniz — на честь батька Івана Івановича Каразіна — Івана Назаровича Каразіна — засновника Краснокутського дендропарку.
А селекціонери Краснокутської дослідної станції садівництва (О. Я. Берендей, В. О. Кібкало, В. О. Бибик) створили новий сорт яблуні і назвали його на честь сім'ї Каразіних — Каразінське.
У 1993 році дендропарк святкував своє 200-ліття. Краснокутська дослідна станція садівництва — головний організатор і упорядник свята — доклала значних зусиль, щоб відновити і облагородити парк. На святкування також приїхали нащадки Каразіних — прапраонучки.

## Рослинність парку
До наших днів в Краснокутському дендропарку збереглось більше 300 видів рідкісних рослин.
Біля входу в парк росте софора японська. Вперше цей вид був завезений в дендропарк в 1809 році. Поруч — горобина лікерна і коркове дерево. Засновники парку — першими в Україні почали прищеплювати дерева. Недалеко від входу можна побачити прищеплену форму горобини звичайної — плакучу.
Біля горобини — кущ ліани. Далі — канадські ялини, барбариси, китайський ясен, ялівець віргінський, в 1809 році завезений з Америки. Дендропарк також має корабельне, олівцеве і навіть оцтове дерево — найвищий екземпляр має 46 метрів заввишки.
В парку також зберігся цукровий клен, сибірська сосна, американська липа та величезна ялиця лула, посаджена ще Каразіними. А з високих сибірських ялиць — їх ще називають щогловими деревами — в Росії часів царювання Петра I робили щогли для кораблів. А за допомогою ягідного тиса за часів Івана Грозного людей відправляли на той світ. Чаші, зроблені з цього дерева, отруювали будь-який напій.
Є в дендропарку гігантський сріблястий клен, який живе тут з 1805 року. Його привезли канадці, запрошені на відкриття Харківського університету. Тепер сріблястих кленів в Україні вже сотні тисяч, і всі вони корінням з дендропарку. Також з Краснокутського дендропарку розійшлися по губерніям Російської імперії червоний клен, чорна і червона ялини, каштани, канадська і бальзамічна тополя, кизил, обліпиха, платан і багато інших рослин.
Навпроти могил засновників парку — батька і сина Івана Назаровича та Івана Івановича Каразіних — росте смерека і платан західний, в народі його називають безсоромницею (рос. — бесстыдница). Вперше в Україні він оселився теж у парку.
Також в дендропарку був створений один з перший і найвідоміших вітчизняних центрів інтродукції та акліматизації цінних декоративних рослин. А разом з ним — і величезний плодовий розсадник, завдяки якому на Слобожанщині з'явилося безліч садів. Тільки яблунь та груш у Каразіних було до 200 сортів. А ще близько 100 — слив, 70 — вишень, 20 — винограду.
Найстаріше з дерев дендропарку — гінкго дволопатеве, привезене з Китаю. Його ще називають деревом щастя. Екскурсоводи пропонують притулитися до його стовбура і загадати бажання.

## Проблеми парку
Головною проблемою Краснокутського дендропарку є брак фінансування.
Ставки парку — нечищені і брудні, хоча і прикрашені лотосами.
Нині у дендропарку є чотири джерела-криниці з водою, що має лікувальні властивості. Дослідники зазначають, що під парком знаходяться чималі запаси залізної руди, тому тутешні джерела мають всі властивості мінеральної води відомого Залізноводська.

## Дендропарк для туристів

### Печери
Нині Краснокутський дендропарк — популярне місце у туристів. Окрім ботанічної, він має й історичну цінність. До наших днів збереглися дві печери Петропавлівського монастиря, столітні дерева тих часів і частково — підземні ходи. Деякі дослідники припускають, що довжина лабіринтів сягала 18 км і вони тягнуться аж до сусіднього села Глобівка. Мощені печери жовтою цеглою на міцному розчині. Монахи до вапна додавали білок гусячих та качиних яєць, що збирали в довколишніх очеретах. Цеглу клали прямо на глину печер. Кладка уціліла краще, якби свого часу люди у деяких місцях не розібрали її. Згодом частина ходів обвалилися, сховавши підземну церкву, яка, згідно з переказами, тут була. Дві печери з місцями відновленою кладкою (її реставрували у 1980-х) нині відкриті для туристів.
Каразіни використовували печери під оранжерею — вирощували цитрусові.

### Проїзд

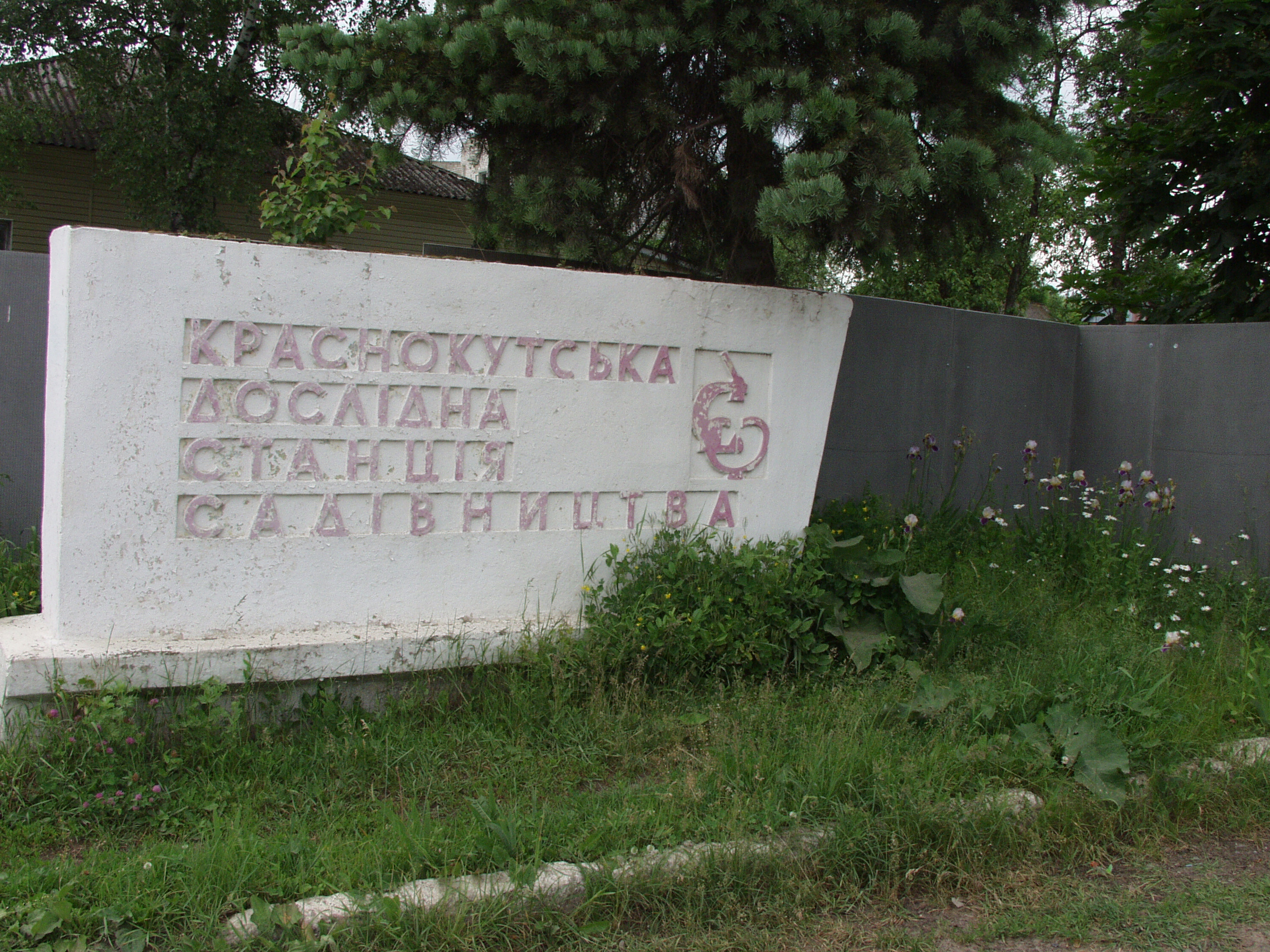
Бетонна плита з написом «Краснокутська дослідна станція садівництва»
2009

Доїхати до Краснокутського дендропарку можна рейсовими автобусами: з Богодухова або Харкова. З Харкова автобус на Краснокутськ відправляється з автостанції «Центральний Ринок» (провулок Пискунівський, 4), яка розташована біля станції метро «Центральний ринок». Від Харкова до Краснокутська на рейсовому автобусі можна дістатись за 1,5 години.
У самому Краснокутську до автостанції їхати не треба — виходити краще в центрі селища, на перехресті. Там, де автобус виїздить на центральну вулицю Краснокутська — Миру. Поруч із перехрестям є дорожній вказівник на село Козіївка. У тому напрямі, який він показує — і потрібно йти.
Якщо нумерація будинків по вулиці спадає і позаду залишилась церква Архангела Михайла і будинок Свідків Єгови — напрямок вибраний правильно.
З вулиці Миру, метрів через 700—800 від перехрестя, буде поворот наліво. Правильний напрямок вказує велика бетонна плита з написом «Краснокутська дослідна станція садівництва». Від неї до дендропарку — близько 3 км. Дорога йде вгору до села Основинці і відкриває панорамний вид на Краснокутськ. По ній треба йти, не звертаючи, до самого села. Вже там — за колишнім дитячим садком (нині у цьому приміщенні — літній табір), біля цегляної автобусної зупинки — буде поворот праворуч до дендропарка.

### Екскурсії

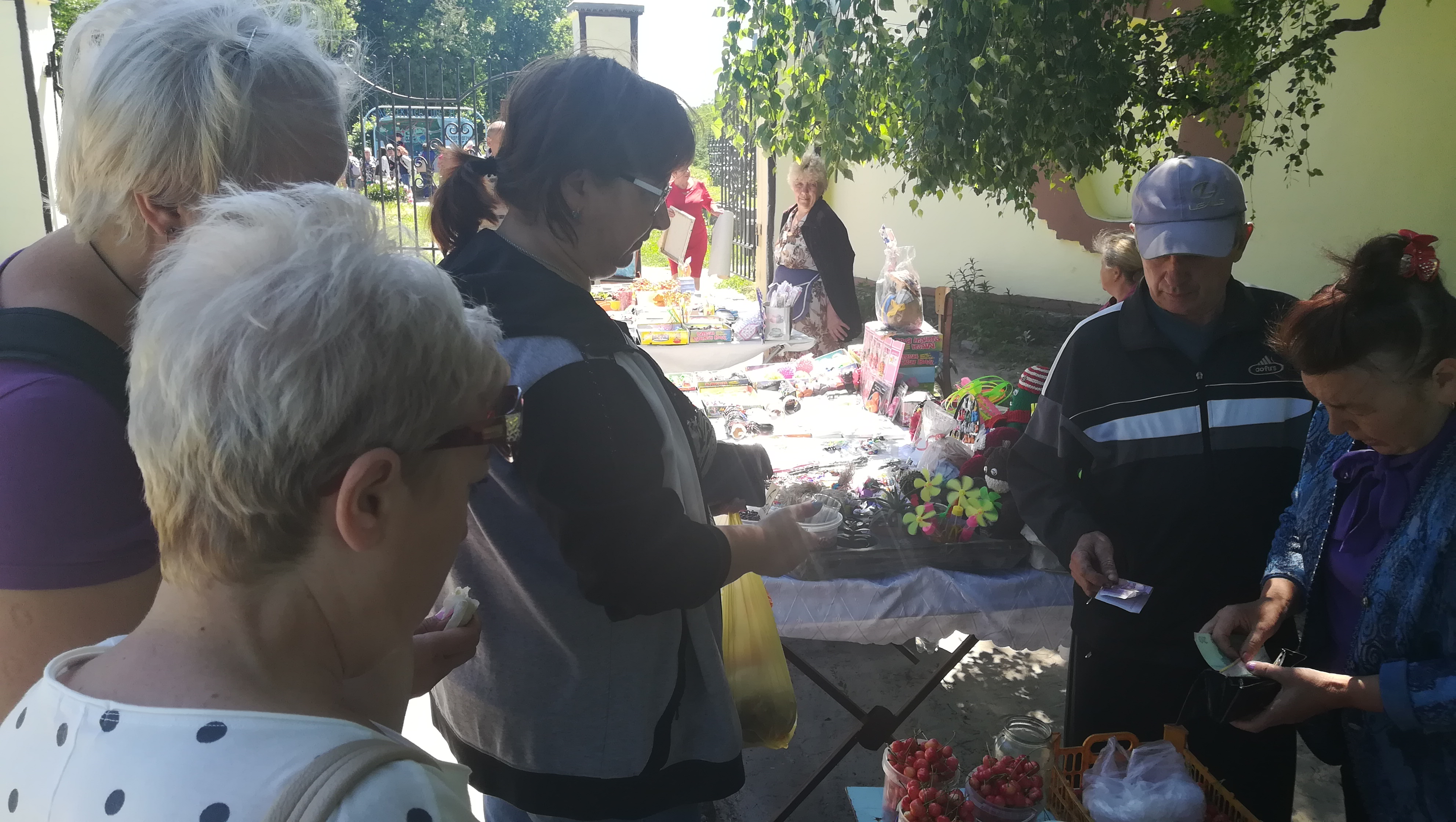
Стихійний ринок біля входу в дендропарк
2018

Вхід до дендропарку безкоштовний. Платні лише послуги екскурсовода — він може розповісти, що де росте в дендропарку, а також повідає історію життя роду Каразіних.
Також в дендропарку можна:
- перейти міст кохання і побачити дерево щастя
- побувати біля джерела часів Каразіних
- побачити, де живуть водяні черепахи, лебеді та сімейство козуль і квітнуть лілії
- доторкнутися до рослин і дерев, завезених з Японії, Китаю, Канади, Америки, Франції і багатьох інших країн
- відвідати підземні ходи Петропавлівського монастиря
- продегустувати місцеві наливки та вина (за окрему плату)

Безпосередньо до дендропарку також прилягає Краснокутська дослідна станція садівництва, на величезній території якої вирощуються фрукти та ягоди.

## Виноски
1. ↑  Суспільно-політичні погляди В. Н. Каразіна. Автореф. дис. канд. іст. наук: 07.00.01 / А. В. Хрідочкін; Дніпропетр. нац. ун-т. — Д., 2001. — 17 с. — укр.
2. ↑  Тихий Н. В. Н. Каразин: Его жизнь и общественная деятельность. — К.: Тип. Имп. ун-та Св. Владимира, 1905. — 302, 28, IV с. — С. 123.
3. ↑  Кичунов Н. И. Основянский акклиматизационный сад Ивана Ивановича Каразина // Изд. Южно-рус. о-ва акклиматизации. – 1900. – № 12. – С. 12]
4. ↑  Сокольський Е. "Ищу обратить внимание ваше…//Харьковский Исторический Альманах. — 2002. — №6-7.
5. ↑  Кони А. Ф. Отрывки из воспоминаний // Вестник Европы. – 1909. – Т.1. – С. 55–57.
6. ↑  ДАХО Ф. — 431, оп. 1, спр. 149, арк. 45.
7. ↑  Кібкало В. На честь родини Каразіних [про новий сорт яблуні] // Сад, виноград і вина України. — 1999. — № 3/4. — С. 14-15.

### Додаткові джерела
- Александрова В. Ювілей дендропарку: [Краснокутському дендропарку — 200 років] // Слобідський край. — 1993. — 13 лип.
- Бабак З. Перлина Слобожанщини: [Про дендропарк] // Маяк. — 2000. — 22 квіт.
- Кібкало В. З історії Краснокутського дендропарку // Промінь. — 1993. — 13, 16, 20, 23, 30 лип.
- Кульбаченко Г. Краснокутський дендропарк // Сільські вісті. — 1980. — 3 верес.
- Курдюк М. Контрасти Каразінського саду: [З історії району та сучасні проблеми охорони природи] // Сільські вісті. — 1989. — 18 серп.
- Мазница А. Жемчужина Харьковщины: [Дендропарк] // Зеркало недели. — 2003. — 28 июня. — С. 23.
- Пилипенко Л. Дендропарку — два столетия // Вечерний Харьков. — 1993. — 14 сент.
- Северова Л. Слово о прекрасном парке // Слобідський край. — 2003. — 24 мая.
- Тертишна Л. Нові сторінки історії дендропарку // Промінь. — 2001. — 2 жовт.